# Copa Caribeña de la Concacaf 2024
La Copa Caribeña de Concacaf 2024 fue la segunda edición de la Copa Caribeña de la Concacaf, la competencia internacional anual de fútbol de clubes de primer nivel en la región del Caribe. Fue disputado por clubes cuyas asociaciones de fútbol están afiliadas a la Unión de Fútbol del Caribe (CFU), una subconfederación de Concacaf, y cumplan con los requisitos de profesionalismo exigidos por dicho rector.
El SV Robinhood era el campeón defensor, el cual no pudo defender su título debido a que quedó eliminado en Cuartos de final del CFU Club Shield 2024.
El equipo campeón del torneo clasificó de manera directa a los octavos de final de la Copa de Campeones de la Concacaf 2025, mientras el equipo subcampeón y el tercer lugar jugaron la fase preliminar del torneo.

## Participantes
| País                         | Equipo                      | Vía de clasificación                                                                                             |
| ---------------------------- | --------------------------- | --- |
| Haití 2 cupos                | Real Hope FA Ouanaminthe FC | Campeón del Campeonato Nacional de Haití 2024 Subcampeón del Campeonato Nacional de Haití 2024                   |
| Jamaica 2 cupos              | Cavalier Mount Pleasant     | Campeón de la Liga Premier Nacional de Jamaica 2023-24 Subcampeón de la Liga Premier Nacional de Jamaica 2023-24 |
| República Dominicana 2 cupos | Cibao Moca                  | Campeón de la Liga Dominicana de Fútbol 2023 Subcampeón de la Liga Dominicana de Fútbol 2023                     |
| Trinidad y Tobago 2 cupos    | Port of Spain Police FC     | Primer lugar de la TT Premier Football League 2023-24 Segundo lugar de la TT Premier Football League 2023-24.    |
| CFU Club Shield 2 cupos      | Arnett Gardens Grenades     | Campeón del CFU Club Shield 2024 Subcampeón de la CFU Club Shield 2024                                           |

## Calendario
| Fase              | Ronda                | Ida                 | Vuelta              |
| ----------------- | -------------------- | ------------------- | ------------------- |
| Fase de grupos    | Fecha 1              | 20–22 de agosto     | 20–22 de agosto     |
| Fase de grupos    | Fecha 2              | 27–29 de agosto     | 27–29 de agosto     |
| Fase de grupos    | Fecha 3              | 17–19 de septiembre | 17–19 de septiembre |
| Fase de grupos    | Fecha 4              | 24–26 de septiembre | 24–26 de septiembre |
| Fase de grupos    | Fecha 5              | 1–3 de octubre      | 1–3 de octubre      |
| Fase eliminatoria | Semifinales          | 22–24 de octubre    | 29–31 de octubre    |
| Fase eliminatoria | Final y tercer lugar | 26–28 de noviembre  | 3–5 de diciembre    |

## Fase de grupos

### Grupo A
| Pos. | Equipo         | Pts. | PJ | G | E | P | GF | GC | Dif. | Clasificación |
| ---- | -------------- | ---- | -- | - | - | - | -- | -- | ---- | ------------- |
| 1    | Cavalier       | 9    | 4  | 3 | 0 | 1 | 11 | 4  | +7   | Semifinales   |
| 2    | Real Hope FA   | 8    | 4  | 2 | 2 | 0 | 5  | 2  | +3   | Semifinales   |
| 3    | Police FC      | 5    | 4  | 1 | 2 | 1 | 4  | 6  | −2   |               |
| 4    | Mount Pleasant | 4    | 4  | 1 | 1 | 2 | 2  | 5  | −3   |               |
| 5    | Arnett Gardens | 1    | 4  | 0 | 1 | 3 | 3  | 8  | −5   |               |

 Fuente: Concacaf
| 20 de agosto  | Mount Pleasant | 0:2 (0:2) | Cavalier                 | Parque Sabina, Kingston   |                           |
| 17:00 (UTC-5) |                | Reporte   | Ainsworth 9' · Stein 25' | Árbitro(s): Shavin Greene | Árbitro(s): Shavin Greene |

| 22 de agosto  | Real Hope FA | 1:1 (1:0) | Police FC | Parque Sabina, Kingston, Jamaica |                             |
| 20:00 (UTC-5) | Exilus 35'   | Reporte   | Allen 87' | Árbitro(s): Adonis Carrasco      | Árbitro(s): Adonis Carrasco |

- Libre:  Arnett Gardens

| 27 de agosto  | Arnett Gardens | 1:2 (0:1) | Mount Pleasant FA       | Parque Sabina, Kingston      |                              |
| 17:00 (UTC-5) | Smith 54'      | Reporte   | Anglin 33' · Bailey 81' | Árbitro(s): Sergio Rozenhout | Árbitro(s): Sergio Rozenhout |

| 29 de agosto  | Cavalier                             | 4:1 (1:1) | Police FC   | Parque Sabina, Kingston    |                            |
| 19:00 (UTC-5) | Stein 22', 65' · Atkinson 77', 90+2' | Reporte   | Woodley 32' | Árbitro(s): Alyssa Nichols | Árbitro(s): Alyssa Nichols |

- Libre:  Real Hope FA

| 17 de septiembre | Cavalier    | 1:2 (1:0) | Real Hope FA              | Independence Park, Kingston |                           |
| 19:00 (UTC-5)    | Atkinson 4' | Reporte   | Chery 60' · Mondestin 66' | Árbitro(s): Hakeem Harvey   | Árbitro(s): Hakeem Harvey |

| 19 de septiembre | Police FC             | 2:1 (0:0) | Arnett Gardens | Estadio Hasely Crawford, Puerto España |                               |
| 20:00 (UTC-4)    | Jones 47' · Kesar 84' | Reporte   | Brown 49'      | Árbitro(s): Randy Encarnación          | Árbitro(s): Randy Encarnación |

- Libre:  Mount Pleasant FA

| 25 de septiembre | Real Hope FA | 0:0     | Arnett Gardens | Independence Park, Kingston, Jamaica |                           |
| 20:00 (UTC-5)    |              | Reporte |                | Árbitro(s): Shekiel Jokil            | Árbitro(s): Shekiel Jokil |

| 26 de septiembre | Police FC | 0:0     | Mount Pleasant FA | Estadio Hasely Crawford, Puerto España |                               |
| 18:00 (UTC-4)    |           | Reporte |                   | Árbitro(s): Norberto Da Silva          | Árbitro(s): Norberto Da Silva |

- Libre:  Cavalier

| 3 de octubre  | Arnett Gardens | 1:4 (1:2) | Cavalier                                   | Independence Park, Kingston |                         |
| 19:00 (UTC-5) | Smith 9'       | Reporte   | Stein 29' · Calvin 35', 71' · Atkinson 59' | Árbitro(s): José Torres     | Árbitro(s): José Torres |

| 3 de octubre  | Mount Pleasant FA | 0:2 (0:1) | Real Hope FA    | Parque Sabina, Kingston   |                           |
| 19:00 (UTC-5) |                   | Reporte   | Exilus 12', 77' | Árbitro(s): José Corporán | Árbitro(s): José Corporán |

- Libre:  Police FC

### Grupo B
| Pos. | Equipo         | Pts. | PJ | G | E | P | GF | GC | Dif. | Clasificación |
| ---- | -------------- | ---- | -- | - | - | - | -- | -- | ---- | ------------- |
| 1    | Cibao          | 10   | 4  | 3 | 1 | 0 | 9  | 4  | +5   | Semifinales   |
| 2    | Moca           | 10   | 4  | 3 | 1 | 0 | 8  | 4  | +4   | Semifinales   |
| 3    | Port of Spain  | 2    | 4  | 0 | 2 | 2 | 6  | 8  | −2   |               |
| 4    | Grenades       | 2    | 4  | 0 | 2 | 2 | 5  | 7  | −2   |               |
| 5    | Ouanaminthe FC | 2    | 4  | 0 | 2 | 2 | 5  | 10 | −5   |               |

 Fuente: Concacaf
| 21 de agosto  | Cibao | 0:0     | Moca | Estadio Cibao, Santiago |                        |
| 18:00 (UTC-4) |       | Reporte |      | Árbitro(s): Reon Radix  | Árbitro(s): Reon Radix |

| 22 de agosto  | Ouanaminthe | 1:1 (0:1) | Port of Spain | Estadio Moca 85, Moca, República Dominicana |                          |
| 18:00 (UTC-4) | Willinx 52' | Reporte   | Henry 34'     | Árbitro(s): Moeth Gaymes                    | Árbitro(s): Moeth Gaymes |

- Libre:  Grenades

| 27 de agosto  | Moca                                  | 3:2 (0:1) | Port of Spain     | Estadio Moca 85, Moca       |                             |
| 20:00 (UTC-4) | Aciar 51' · Ascona 62' · Thomas 90+1' | Reporte   | Rochford 41', 49' | Árbitro(s): Odette Hamilton | Árbitro(s): Odette Hamilton |

| 28 de agosto  | Grenades     | 1:2 (0:1) | Cibao                     | Estadio Cibao, Santiago, República Dominicana |                          |
| 20:00 (UTC-4) | Augustin 52' | Reporte   | López 27' · Rodríguez 72' | Árbitro(s): Sánchez Bass                      | Árbitro(s): Sánchez Bass |

- Libre:  Ouanaminthe

| 17 de septiembre | Port of Spain | 1:1 (1:0) | Grenades        | Estadio Hasely Crawford, Puerto España |                             |
| 18:00 (UTC-4)    | Henry 21'     | Reporte   | Tomlinson 90+5' | Árbitro(s): Tristley Bassue            | Árbitro(s): Tristley Bassue |

| 18 de septiembre | Moca FC                                 | 3:1 (1:1) | Ouanaminthe   | Estadio Moca 85, Moca        |                              |
| 20:00 (UTC-4)    | Yambatis 21' · Ascona 65' · Sánchez 86' | Reporte   | Philistin 27' | Árbitro(s): Ken Pennyfeather | Árbitro(s): Ken Pennyfeather |

- Libre:  Cibao

| 24 de septiembre | Ouanaminthe      | 2:2 (1:1) | Grenades                   | Estadio Moca 85, Moca, República Dominicana |                              |
| 18:00 (UTC-4)    | Willinx 45', 69' | Reporte   | Griffith 20' · Stewart 89' | Árbitro(s): Cristopher Mason                | Árbitro(s): Cristopher Mason |

| 24 de septiembre | Port of Spain           | 2:3 (2:0) | Cibao                       | Estadio Hasely Crawford, Puerto España |                              |
| 20:00 (UTC-4)    | Henry 38' · Neptune 40' | Reporte   | López 63' · Correa 75', 89' | Árbitro(s): Okeito Nicholson           | Árbitro(s): Okeito Nicholson |

- Libre:  Moca

| 1 de octubre  | Grenades     | 1:2 (0:0) | Moca                     | Estadio Moca 85, Moca, República Dominicana |                           |
| 20:00 (UTC-4) | Griffith 50' | Reporte   | Ascona 53' · de Peña 61' | Árbitro(s): Timothy Derry                   | Árbitro(s): Timothy Derry |

| 1 de octubre  | Cibao                                                  | 4:1 (2:0) | Ouanaminthe | Estadio Cibao, Santiago  |                          |
| 20:00 (UTC-4) | Rodríguez 33' · Heredia 37' · Correa 48' · Quezada 78' | Reporte   | Altidor 55' | Árbitro(s): Kimbell Ward | Árbitro(s): Kimbell Ward |

- Libre:  Port of Spain

## Fase final

### Cuadro de desarrollo
|  | Semifinales                                          | Semifinales                                          | Semifinales                                          | Semifinales                                          | Semifinales                                          |   |    | Final                                         | Final                                         | Final                                         | Final                                         | Final                                         |  |
|  | 23 y 24 de octubre (ida) 30 y 31 de octubre (vuelta) | 23 y 24 de octubre (ida) 30 y 31 de octubre (vuelta) | 23 y 24 de octubre (ida) 30 y 31 de octubre (vuelta) | 23 y 24 de octubre (ida) 30 y 31 de octubre (vuelta) | 23 y 24 de octubre (ida) 30 y 31 de octubre (vuelta) |   |    | 26 de noviembre (ida) 3 de diciembre (vuelta) | 26 de noviembre (ida) 3 de diciembre (vuelta) | 26 de noviembre (ida) 3 de diciembre (vuelta) | 26 de noviembre (ida) 3 de diciembre (vuelta) | 26 de noviembre (ida) 3 de diciembre (vuelta) |  |
|  |                                                      |                                                      |                                                      |                                                      |                                                      |   |    |                                               |                                               |                                               |                                               |                                               |  |
|  |                                                      |                                                      |                                                      |                                                      |                                                      |   |    |                                               |                                               |                                               |                                               |                                               |  |
|  | 1B                                                   | Cibao                                                | 3                                                    | 1                                                    | 4                                                    |   |    |                                               |                                               |                                               |                                               |                                               |  |
|  | 1B                                                   | Cibao                                                | 3                                                    | 1                                                    | 4                                                    |   |    |                                               |                                               |                                               |                                               |                                               |  |
|  | 2A                                                   | Real Hope                                            | 2                                                    | 0                                                    | 2                                                    |   |    |                                               |                                               |                                               |                                               |                                               |  |
|  | 2A                                                   | Real Hope                                            | 2                                                    | 0                                                    | 2                                                    |   | F1 | Cibao                                         | 0                                             | 2                                             | 2                                             |                                               |  |
|  |                                                      |                                                      |                                                      |                                                      |                                                      |   | F1 | Cibao                                         | 0                                             | 2                                             | 2                                             |                                               |  |
|  |                                                      |                                                      | F2                                                   | Cavalier (v.)                                        | 1                                                    | 1 | 2  |                                               |                                               |                                               |                                               |                                               |  |
|  | 1A                                                   | Cavalier                                             | F2                                                   | Cavalier (v.)                                        | 1                                                    | 1 | 2  | 0                                             | 7                                             | 7                                             |                                               |                                               |  |
|  | 1A                                                   | Cavalier                                             |                                                      |                                                      |                                                      |   |    | 0                                             | 7                                             | 7                                             |                                               |                                               |  |
|  | 2B                                                   | Moca                                                 | 0                                                    | 0                                                    | 0                                                    |   |    | Tercer lugar                                  | Tercer lugar                                  | Tercer lugar                                  | Tercer lugar                                  | Tercer lugar                                  |  |
|  | 2B                                                   | Moca                                                 | 0                                                    | 0                                                    | 0                                                    |   |    | Tercer lugar                                  | Tercer lugar                                  | Tercer lugar                                  | Tercer lugar                                  | Tercer lugar                                  |  |
|  |                                                      |                                                      |                                                      |                                                      |                                                      |   |    |                                               |                                               |                                               |                                               |                                               |  |
|  |                                                      |                                                      |                                                      |                                                      |                                                      |   |    | L1                                            | Moca                                          | 0                                             | 2                                             | 2                                             |  |
|  |                                                      |                                                      |                                                      |                                                      |                                                      |   |    | L1                                            | Moca                                          | 0                                             | 2                                             | 2                                             |  |
|  |                                                      |                                                      |                                                      |                                                      |                                                      |   |    | L2                                            | Real Hope                                     | 1                                             | 3                                             | 4                                             |  |
|  |                                                      |                                                      |                                                      |                                                      |                                                      |   |    | L2                                            | Real Hope                                     | 1                                             | 3                                             | 4                                             |  |
|  |                                                      |                                                      |                                                      |                                                      |                                                      |   |    |                                               |                                               |                                               |                                               |                                               |  |

### Semifinales
| 24 de octubre | Moca | 0:0     | Cavalier | Estadio Moca 85, Moca   |                         |
| 20:00 (UTC-4) |      | Reporte |          | Árbitro(s): José Torres | Árbitro(s): José Torres |

| 30 de octubre | Cavalier                                                             | 7:0 (4:0) (Global 7:0) | Moca | Independence Park, Kingston |                         |
| 19:00 (UTC-5) | Auvray 1', 51' · Stein 6', 45+3', 62' · Ainsworth 39' · Atkinson 79' | Reporte                |      | Árbitro(s): Filip Dujic     | Árbitro(s): Filip Dujic |

| 23 de octubre | Real Hope FA    | 2:3 (1:1) | Cibao                                    | Campo y Pista PUCMM, Santiago, República Dominicana |                           |
| 20:00 (UTC-4) | Éxilus 11', 83' | Reporte   | J. C. López 4' · Díaz 49' · Correa 90+1' | Árbitro(s): Steffon Dewar                           | Árbitro(s): Steffon Dewar |

| 31 de octubre | Cibao      | 1:0 (1:0) (Global 4:2) | Real Hope FA | Estadio Cibao, Santiago   |                           |
| 20:00 (UTC-4) | Correa 10' | Reporte                |              | Árbitro(s): Shavin Greene | Árbitro(s): Shavin Greene |

### Definición del tercer lugar
| 26 de noviembre | Real Hope FA | 1:0 (1:0) | Moca | Estadio Cibao, Santiago, República Dominicana |                             |
| 19:00 (UTC-4)   | S. Joseph 8' | Reporte   |      | Árbitro(s): Odette Hamilton                   | Árbitro(s): Odette Hamilton |

| 3 de diciembre | Moca             | 2:3 (0:0) (Global 2:4) | Real Hope FA                                  | Estadio Moca 85, Moca    |                          |
| 17:30 (UTC-4)  | de Peña 71', 79' | Reporte                | Exilus 66' · Saint-Fleur 90' · Intervil 90+5' | Árbitro(s): Victor Rivas | Árbitro(s): Victor Rivas |

### Final
| 26 de noviembre | Cavalier  | 1:0 (1:0) | Cibao | Independence Park, Kingston |                             |
| 20:00 (UTC-5)   | Stein 20' | Reporte   |       | Árbitro(s): Kwinsi Williams | Árbitro(s): Kwinsi Williams |

| 3 de diciembre                                         | Cibao                    | 2:1 (2:0) (Global 2:2) | Cavalier     | Estadio Cibao, Santiago |                        |
| 20:00 (UTC-4)                                          | J. Díaz 27' · Correa 28' | Reporte                | Atkinson 54' | Árbitro(s): Reon Radix  | Árbitro(s): Reon Radix |
| Cavalier es campeón por la regla del gol de visitante. |                          |                        |              |                         |                        |

|                              |
| Bandera de Jamaica           |
| Campeón Cavalier 1.er título |